# Jeremy Collier

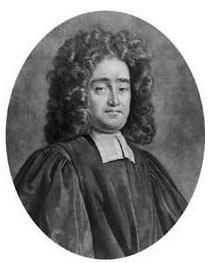
Portret van Jeremy Collier door William Faithorne the Younger

Jeremy Collier (Stow cum Quy (Cambridgeshire), 23 september 1650 – Londen, 26 april 1726) was een Engelse anglicaanse dominee. Zijn roem berust op twee wapenfeiten. In de eerste plaats speelde hij een belangrijke rol bij de ‘Nonjurors’, een afsplitsing van de Anglicaanse kerk die trouw bleef aan de afgezette koning Jacobus II en weigerde de eed van trouw af te leggen aan Willem III van Oranje, die hem had afgezet. Bij die kerk bracht hij het in 1713 tot bisschop. In de tweede plaats schreef hij een pamflet waarin hij zich keerde tegen het ‘immorele’ en ‘obscene’ toneel van zijn tijd.

## Levensloop
Collier werd geboren in Stow cum Quy in Cambridgeshire. Hij studeerde theologie aan de Universiteit van Cambridge, een studie die hij in 1676 afrondde. Hij was korte tijd werkzaam als ‘chaplain’, de Anglicaanse variant van kapelaan, maar werd in 1679 tot dominee benoemd in Ampton, Suffolk. In 1685 werd hij lector aan Gray’s Inn, een juridische opleiding in Londen.

### Betrokkenheid bij de Nonjurors
In 1688 werd de katholieke koning Jacobus II afgezet ten gunste van de protestantse Willem III van Oranje. Jacobus vluchtte naar Frankrijk. Deze omwenteling staat bekend als de Glorious Revolution.
Een aantal geestelijken in de Anglicaanse kerk was van mening dat Jacobus II, katholiek of niet, toch de wettige koning van Groot-Brittannië was. Aangezien de koning van Engeland tevens het hoofd was van de Anglicaanse kerk, moesten alle anglicaanse priesters een eed van trouw aan Willem III afleggen. Veel priesters die twijfelden aan de legitimiteit van Willems koningschap weigerden die eed. Daarom werden zij de ‘Nonjurors’ (‘eedweigeraars’) genoemd. Het ging om William Sancroft, de aartsbisschop van Canterbury, met acht andere bisschoppen, en in hun voetsporen ca. 400 lagere geestelijken. Collier was een van hen. Ze werden allen ontslagen. Zij en hun volgelingen erkenden dat ontslag niet. De bisschoppen en predikanten bleven hun taken uitoefenen en als een ‘nonjuring’ bisschop overleed, benoemden de Nonjurors zelf een nieuwe (schaduw-)bisschop. Zo functioneerden de Nonjurors in feite als een aparte kerk naast de Anglicaanse.
Collier moest boeten voor zijn keuze. Hij schreef enkele pamfletten waarin hij het standpunt van de Nonjurors verdedigde en werd daarvoor tweemaal in de gevangenis gezet. In 1696 trad hij op als biechtvader van Sir John Friend en Sir William Parkyns, die een moordaanslag op Willem III hadden beraamd en daarvoor werden terechtgesteld. Namens God schonk hij hun vergiffenis. Daarna moest hij een tijdlang onderduiken.
Het volgende jaar dook hij weer op en begon hij weer pamfletten en theologische traktaten te publiceren. In 1713 benoemden de Nonjurors hem tot bisschop.
In 1717 ontstond een schisma onder de Nonjurors over de vraag of veranderingen in het Book of Common Prayer, de Anglicaanse liturgie, noodzakelijk waren. Collier bepleitte vier aanvullingen die naar zijn mening in overeenstemming waren met de apostolische traditie. Hij kreeg een grote minderheid van zijn kerk mee. In 1732 verzoenden de twee facties zich weer, maar Collier was toen al overleden. In de achttiende eeuw werden de Nonjurors een steeds kleinere groep. Rond 1800 was de kerk verdwenen, al bleven de ideeën bij enkelen leven. John Henry Newman is beïnvloed door de Nonjurors.

### De pamflettenoorlog rond het Restauratietoneel
In de tijd van Oliver Cromwell (1653-1658), toen de puriteinen de macht hadden in Groot-Brittannië, was het toneelspel zo goed als verboden. Als reactie daarop was het toneel van de Restauratie zeer vrijmoedig. Vooral in komedies werd vrijuit over seksualiteit gesproken, hoerenlopen was onder mannen volkomen bespreekbaar en echtbreken was, zeker voor mannen, niets afkeurenswaardigs. Bovendien worden hoerenlopers en echtbrekers in de komedies van het Restauratietijdperk zelden bestraft. Niet alleen Collier, maar ook veel critici uit later tijd schrokken van de grofheid en het cynisme dat uit deze stukken spreekt. Zelfs George Meredith, zelf de auteur van ‘schokkende’ romans, was geschokt door The Country Wife van William Wycherley.
In 1698 publiceerde Jeremy Collier een pamflet met de titel A Short View of the Immorality and Profaneness of the English Stage, waarin hij het ‘immorele en vulgaire’ Restauratietoneel aan de kaak stelde. Het pamflet maakte een enorme indruk. Het was namelijk niet afkomstig van een Puritein, van wie een dergelijke stellingname te verwachten was, maar van een dominee afkomstig uit de High Church, dat deel van de Anglicaanse Kerk dat zich verwant voelt met de Rooms-Katholieke Kerk.
Collier betoogde dat het Restauratietoneel uitmuntte in grof taalgebruik, geestelijken belachelijk maakte en immoreel gedrag aanmoedigde. Verschillende toneelschrijvers, onder wie William Congreve en John Vanbrugh, viel hij persoonlijk aan. Drie stukken, Amphitryon van John Dryden, The Relapse van John Vanbrugh en The Comical History of Don Quixote van Thomas D'Urfey, werden nog eens apart geanalyseerd.
Zowel Congreve als Vanbrugh meende zich te moeten verdedigen. Congreve schreef Amendments of Mr Collier’s False and Imperfect Citations, Vanbrugh A Short Vindication of The Relapse and The Provok’d Wife, from Immorality and Profaneness. Ook andere toneelschrijvers mengden zich in de strijd, met pamfletten en met andere middelen. D’Urfey maakte Collier belachelijk in zijn stuk The Campaigners. Collier liet zich niet onbetuigd en reageerde met nieuwe pamfletten. Zo ontstond een pamflettenoorlog, die in de Engelse literatuurgeschiedenis bekendstaat als de ‘Collier Controversy’ en pas tien jaar later, in 1708, tot bedaren kwam.
Het publiek had inmiddels de kant van Collier gekozen. De komedies in de stijl van Congreve en Wycherley trokken geen publiek meer. Congreve zelf was gestopt met schrijven toen zijn laatste komedie, The Way of the World, niet het succes bracht dat hij ervan verwachtte. Daarvoor in de plaats kwam een jongere generatie toneelschrijvers, onder wie Colley Cibber en Richard Steele, die nette komedies schreven zonder obscene taal en waarin deugd beloond werd en ondeugd bestraft. In 1737 werd de Stage Licensing Act ingevoerd. Vanaf dat moment moest ieder toneelstuk vóór het opvoeren beoordeeld worden door de overheid. De wet werd pas in 1968 afgeschaft met de Theatres Act.

### Overige activiteiten
Collier was een onvermoeibaar schrijver, niet alleen van pamfletten. In 1688 publiceerde hij The Great Historical, Geographical, Genealogical and Poetical Dictionary; in 1701 verscheen een tweede editie. Dit boek zette de toon voor latere encyclopedieën.
Een ander groot project van zijn hand was The Ecclesiastical History of Great Britain from the First Planting of Christianity to the End of the Reign of Charles II (twee delen, 1708 en 1714). Colliers Britse kerkgeschiedenis is vaak bekritiseerd als tendentieus, maar werd veel gelezen.
Collier stierf in Londen in 1726.

## Een selectie uit Colliers werken
- A Communion Office: Taken Partly from Primitive Liturgies, and Partly from the First English Common Prayer Book (1718).
- A Defence of the Short View of the Profaneness and Immorality of the English Stage (1699).
- A Farther Vindication of the Short View of the Profaneness and Immorality of the English Stage, in which the Objections of a Late Book, Entituled A Defence of Plays, are Consider’d (1708).
- An Essay upon Gaming in a Dialogue between Callimachus and Dolomedes (1713).
- A Perswasive to Consideration, Tender’d to the Royalists Particularly those of the Church of England (1693).
- A Reply to The Absolution of a Penitent, According to the Directions of the Church of England (1696).
- A Second Defence of the Short View of the Profaneness and Immorality of the English Stage (1699).
- A Short View of the Immorality and Profaneness of the English Stage (1698).
- Dr. Sherlock’s Case of Allegiance Considered with some Remarks upon his Vindication (1691).
- Essays upon Several Moral Subjects (drie delen: 1697, 1705 en 1709).
- God Not the Origin of Evil: Being an Additional Sermon to a Collection of Mr. Collier’s Discourses (1726).
- Maxims and Reflections Upon Plays (1701).
- Mr Collier’s Dissuasive from the Playhouse, in a Letter to a Person of Quality (1703).
- Reasons for Restoring Some Prayers and Directions, as They Stand in the Communion-Service of the First English Reform’d Liturgy (1718).
- The Apology of Tertullian (vertaling, 1889).
- The Desertion Discuss’d in a Letter to a Country Gentleman (1689).
- The Ecclesiastical History of Great Britain from the First Planting of Christianity to the End of the Reign of Charles II (twee delen: 1708 en 1714).
- The Great Historical, Geographical, Genealogical and Poetical Dictionary (1688).
- The Meditations of Marcus Aurelius (vertaling, 1701).

Een groot aantal publicaties van Collier is nog steeds beschikbaar, maar wel in de vorm van printing-on-demand-boeken.